# Voer voor psychologen
Voer voor psychologen is een autobiografie die Harry Mulisch publiceerde in 1960. Het gaat om een enigszins exhibitionistisch werk, dat tegelijk als een studie van het schrijverschap en de literatuur beschouwd kan worden. De uitdrukking voer voor psychologen is gemeengoed geworden. 
Het boek beslaat zes delen:
- Voorwoord over de 32 tekenen van het Boeddhaschap. De schrijver geeft een autobiografische anekdote en vertelt dat hij het feit, dat anderen hem verachten, beschouwt als een bewijs van zijn 'roeping' om schrijver te worden.
- Voer voor psychologen. Er wordt verteld over Mulisch' afkomst, verschillende anekdoten worden aangehaald. Mulisch bespreekt de romans die hij tot dan schreef (Archibald strohalm, De diamant en Het zwarte licht).
- De tegenaarde. Dit stuk bestaat uit dertien stellingen over wetenschap en schrijverschap. In De Verteller verteld (1970) schrijft Mulisch dat zijn roman De verteller (1970) eigenlijk op de 'tegenaarde' speelt.
- Harry en het woord. Dit hoofdstuk beschrijft hoe de schrijver als jongen langzaam zijn onschuld verliest. Een van zijn vrienden heeft het over 'neuken', een woord dat Harry niet begrijpt. Hierna betrapt hij een vrijend koppeltje in een leegstaand huis. Ten slotte ziet Harry de man van de parfumerie, tegen wie hij achteloos gezegd had dat zijn vrouw met Harry's vader naar de bioscoop was, samen met zijn huilende vrouw over straat stappen.
- Manifesten. Hoofdartikel: Manifesten.
- Zelfportret met tulband. Dit is het hoogtepunt van het boek, waarin de schrijver zijn levensloop duidelijk maakt aan de hand van 'vandagen': momenten in het leven die allemaal gelijk lijken te zijn. Hij beschrijft onder meer hoe hij spijbelde op school, hoe zijn relatie tot zijn vader was, enzovoort. De 'vandagen' worden afgewisseld door beschouwende essays. Er zijn negen 'vandagen'. De laatste stelt het heden voor; Mulisch is hier op reis naar Venetië en wordt geïnspireerd door de omgeving.